# Уилкокс, Орландо
Орландо Боливар Уилкокс (Orlando Bolivar Willcox) (16 апреля 1823 — 11 мая 1907) — американский военный и юрист, генерал добровольческой армии во время гражданской войны. Командовал 1-м Мичиганским полком, попал в плен при первом сражении при Булл-Ран, впоследствии командовал дивизией IX корпуса и эпизодически - всем корпусом. В 1895 году Уилкокс получил Медаль Почёта за Булл-Ран.

## Ранние годы
Уилкокс родился в Детройте,Мичиган. В 1843 году он поступил в военную академию Вест-Пойнт и окончил её 8-м по успеваемости в выпуске 1847 года. Он получил звание второго лейтенанта 4-го артиллерийского полка и сразу отбыл на войну в Мексику, но не принимал участия в крупных сражениях. В 1848—1848 он служил в форте Мак-Ри во Флориде, в 1849—1850 в Джефферсоновских казармах в Миссури, а в 1850 году — в форте Ливенворт в Канзасе. 30 апреля 1850 года Уилкокс получил звание первого лейтенанта.
В 1850—1852 годах он служил в форте Вашингтон в Мериленде, с 1852 по 1853 в форте Онтарио в штате Нью-Йорк, в 1853 году в форте Миффлин в Пенсильвании и в форте Индепенденс в Массачусетсе (до 1856), и участвовал в Третьей Семинольской войне (1856—1857). 10 сентября 1857 года Уилкокс покинул регулярную армию.
После увольнения он стал юристом, и в те же годы написал и издал две книги:
- Shoepac Recollections — A Wayside Glimpse of American Life, 1856
- Faca — An Army Memoir, by Major March, 1857

## Гражданская война
Когда началась война, Уилкокс был практикующим юристом в Детройте. 24 мая 1861 года он стал полковником Добровольческой армии США и возглавил 1-й Мичиганский пехотный полк (первого формирования). Полк был сформирован 1 мая сроком на 3 месяца и расформирован 7 августа.
Полк Уилкокса стоял в укреплениях Вашингтона и участвовал в захвате Александрии. Когда началось наступление на Манассас Уилкокс возглавил бригаду в дивизии Хэйнцельмана. Бригада состояла из четырех пехотных полков и батареи:
- 1-й Мичиганский пехотный полк май. Алонцо Бидвелл
- 4-й Мичиганский пехотный полк плк. Дуайт Вудбери
- 11-й Нью-Йоркский пехотный полк (Ellsworth's Zouaves) подп. Ноа Фэрнхэм
- 38-й Нью-Йоркский пехотный полк плк. Хобарт Уорд
- 2-й регулярный артиллерийский полк, рота D кп. Ричард Арнольд

С этой бригадой Уилкокс участвовал в первом сражении при Булл-Ран. Во время боя он получил тяжёлое ранение и попал в плен. Впоследствии Уилкокс получил Медаль Почета за Булл-Ран. Капитан 1-го Мичиганского, Уильям Уайтингтон, спас его во время сражения, за что так же получил Медаль Почёта.
После сражения Уилкокс получил звание бригадного генерала Добровольческой армии, датированное 21-м июля (днём своего ранения).
С 21 июля 1861 года по 19 августа 1862 года Уилкокс оставался в плену в Чарльстоне и в Колумбии (Южная Каролина). В начале сентября Уилкокс вернулся в армию и 8 сентября принял командование 1-й дивизией IX корпуса Потомакской армии (бывшей дивизией Стивенса, убитого при Шантильи). Он командовал этой дивизией в ходе Мерилендской кампании, участвовал в сражениях у Южной горы и при Энтитеме. Дивизия Уилкокса состояла из двух пехотных бригад:
- Бригада Бенжамина Крайста
  - 28-й Массачусетский пехотный полк: кап. Эндрю Карахер
  - 17-й Мичиганский пехотный полк: полк. Уильям Уайтингтон
  - 79-й Нью-Йоркский пехотный полк: подп. Дэвид Моррисон
  - 50-й Пенсильванский пехотный полк: май. Эдвард Овертон (р.)
- Бригада Томаса Уэлша
  - 8-й Мичиганский пехотный полк: подп. Фрэнк Грейвс
  - 46-й Нью-Йоркский пехотный полк: подп. Джозеф Герхарт
  - 45-й Пенсильванский пехотный полк: подп. Джон Куртин
  - 100-й Пенсильванский пехотный полк: подп. Дэвид Леки
- Артиллерия
  - Массачусетский легкоартиллерийский полк, 8-я батарея: кап. Аса Кук
  - 2-й артиллерийский полк, батарея Е: лт. Самуль Бенжамин

### Дивизия Уилкокса у Южной горы
Когда началось сражение у Южной горы, дивизия Джейкоба Кокса атаковала ущелье Фокса, отбросила южан, но не решилась наступать дальше. Он доложил о ситуации корпусному командиру Джессе Рено, и тот направил к ущелью дивизию Уилкокса. В 08:00 Уилкокс подошёл к местечку Боливар, где ему предложили построиться севернее Национальной дороги и атаковать ущелье Тёрнера, но когда Уикокс построил свою дивизию, явился генерал Бернсайд, отменил атаку и направил Уилкокса на усиление дивизии Кокса. Только к 14:00 Уилкокс присоединился к дивизии Кокса и встал справа. 8-й Мичиганский и 50-й Пенсильванский полки он отправил на усиление левого фланга Кокса. 
Федеральному наступлению мешал огонь батареи Бондюрана, поэтому Уилкокс получил приказ обезвредить эту батарею силами 79-го Нью-Йоркского, но он решил использовать более крупный 45-й Пенсильванский полк. 17-й Мичиганский он послал для атаки батареи с фланга. 45-й Пенсильванский перебрался через каменную ограду и пошёл вверх по склону, 46-й Нью-Йоркский двигался левее. 45-й полк отбросил противника к ограде у дома Уайза, но сам оказался под огнём винтовок и артиллерии. 17-й Мичиганский бросился вперёд и отбросил стрелков Томаса Дрейтона от каменной стены. Мичиганцам удалось обойти фланг Дрейтона и открыть огонь в тыл его позиции. Бригада Дрейтона дрогнула и обратилась в бегство: она была практически уничтожена. Вся атака была проведена силами дивизии Уилкокса при незначительной помощи дивизии Кокса.
В боях того дня дивизия Уилкокса потеряла 350 человек.

### Оверлендская кампания

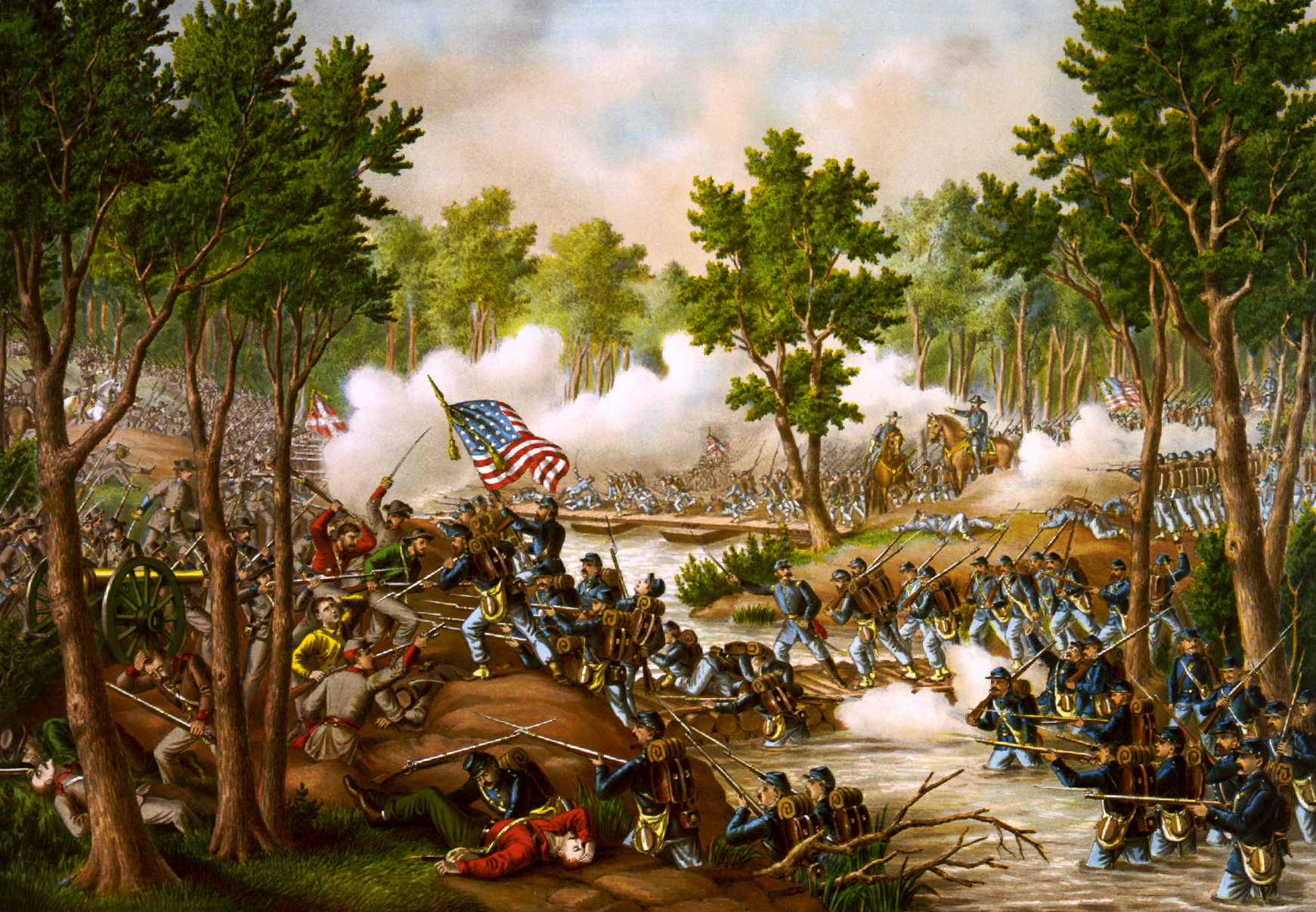
Дивизия Уилкокса в бою на реке Ни, 9 мая 1864

Весной 1864 года корпус был реорганизован и его снова возглавил Бернсайд, а Уилкокс стал командовать 2-й дивизией (бригадами Хартранфта и Крайста). 4 мая началась Оверлендская кампания. В ходе сражения в Глуши корпус активно задействован не был, а после сражения Грант отправил корпус в обход армии Ли, с заданием выйти через Спотсильвейни на Чилсберг. Дивизия Уилкокса шла первой, выступив утром 9 мая, когда уже шло сражение при Спотсильвейни. Уилкоксу было приказано выйти к местечку "Гейт", но он случайно прошёл дальше и вышел к дому Гейла и реке Ни, где встретил кавалерийские пикеты южан и отбросил их за реку. Передовые части его дивизии перешли реку и там попали под удар конфедеративной бригады Джонстона - началось "сражение на реке Ни". Бригада Крайста попала в тяжёлое положение, но смогла отбросить противника. Но Уилкокс не знал, что вышел на незащищённый фланг армии Ли. Командование решило, что он опасно отдалился от основной армии, поэтому Уилкокс перешёл к обороне и стал дожидаться подкреплений.
10 мая Грант запланировал общую атаку в 17:00, но Уилкокс был вынужден дожидаться подхода дивизии Поттера, поэтому начал наступать только после шести вечера и практически силами только своей дивизии. Ему удалось подойти к Спотсильвейни на четверть мили, после чего он начал строить укрепления и готовиться к обороне. Грант так же был обеспокоен его изолированным положением и приказал отойти на милю назад.

## Публикации
- Orlando Bolivar Willcox, A Way-side Glimpse of American Life, 1856, Bunce & Brother
- Orlando Bolivar Willcox, An Army Memoir, 1857, J. French & Company